# لك أباد عليا
لك أباد عليا هي قرية في مقاطعة سلماس، إيران. عدد سكان هذه القرية هو 97 في سنة 2006.